# Собрание рассказов (Фолкнер)
«Собрание рассказов» (англ. Collected Stories of William Faulkner) — авторский сборник американского писателя Уильяма Фолкнера, изданный в 1950 году.

## Содержание
В рамках англоязычной литературной традиции принято публиковать под заголовком Collected Stories полные собрания новелл. Книга Фолкнера нарушает это правило: в неё не вошли многие рассказы автора из написанных и опубликованных за предыдущие 30 лет. Писатель включил в книгу целиком содержимое двух сборников, «Тринадцать» и «Доктор Мартино», и ещё 17 рассказов. Всё это распределено по шести разделам — «Страна», «Городок», «Пустыня», «Утраты», «Нейтральная полоса» и «По ту сторону».

## Восприятие
Литературовед А. Зверев отмечает, чт каждый из шести циклов в составе сборника — «до какой-то степени законченный роман в новеллах со своей темой, со своим кругом героев, со своей нравственной проблематикой».